# 明地村
明地村（めいちむら）は、愛知県中島郡にかつてあった村である。
現在の一宮市明地（旧・尾西市明地）に該当する。

## 歴史
- 1878年（明治11年）12月28日 - 阿古井村と吉藤村が合併し、明地村となる。
- 1889年（明治22年）10月1日 - 町村制により、明地村が発足。
- 1906年（明治39年）5月10日 - 玉野村、上祖父江村、祐賀村と大徳村の一部[1]が合併し、朝日村発足。同日明地村は廃止。

## 出身有名人
- 市川房枝（女性運動家・参議院議員）